# Église de Besbassia
L'église de Besbassia, située à proximité de la ville d'Aïn Es Saf Saf en Tunisie, est une église catholique construite en 1924 pendant le protectorat français. Cédée au gouvernement tunisien en 1964, elle est détruite à une date indéterminée.

## Historique de l'église
Besbassia n'est qu'un hameau situé à 25 kilomètres au sud-est de Ferryville lorsque le curé de cette paroisse apprend en 1922 que les 300 paroissiens siciliens qui y vivent réclament une présence spirituelle. Un prêtre lazariste, l'abbé Nunna, envoyé sur place, constate la ferveur de ces nouveaux fidèles. 25 enfants doivent être préparés pour leur première communion et la messe du Jeudi saint rassemble près de 200 paroissiens.
Leur ferveur est telle que, dès 1924, l'endroit dispose d'une chapelle bâtie par l'entrepreneur Pantaleo d'après des plans dessinés par l'architecte du diocèse, l'abbé F. Guyonnet. Pour la décorer, on y installe en 1925 l'autel en bois peint en faux marbre utilisé dans l'église de Ferryville jusqu'à son remplacement par un autel en marbre véritable.
Jusqu'à sa fermeture, les offices ne désemplissent pas comme en témoigne l'abbé Descousse, responsable de la paroisse après 1955 : « Nous avions une annexe, Besbassia, où l'on disait la messe une fois par mois. Pendant les périodes de sécheresse, les Siciliens nous demandaient de sortir la Madone pour lui faire prendre l'air des champs. La pluie est toujours arrivée avant que l'on soit obligé de se rendre ! ».
L'indépendance du pays provoque le départ de nombreux Européens vers la France et l'Italie mais la région, essentiellement agricole, est moins touchée que les grandes villes par le départ des fonctionnaires. La nationalisation des terres européennes le 12 mai 1964 change tout. Les colons français comme italiens sont expulsés de leur maison et n'ont d'autre choix que de quitter la région. Le modus vivendi signé entre le gouvernement tunisien et le Vatican le 10 juillet 1964 prend acte de cette disparition de la communauté chrétienne de Besbassia. Son église est cédée au gouvernement tunisien avec l'assurance qu'elle ne sera utilisée qu'à des fins d'intérêt public compatibles avec son ancienne destination.
Elle est détruite à une date indéterminée.